# Scombrops gilberti
Scombrops gilberti är en fiskart som först beskrevs av Jordan och Snyder, 1901.  Scombrops gilberti ingår i släktet Scombrops och familjen Scombropidae. Inga underarter finns listade i Catalogue of Life.